# FAN (телеканал)
«FAN» — российский спутниковый телеканал, начавший вещание 10 декабря 2018 года.

## История канала
На сегодняшний день «FAN» является одним из двух в России телеканалов, специализирующимся на показе анимационного и игрового кино в жанре фэнтези и фантастики, в частности аниме, превалирующего в сетке вещания более, чем на 90%. Как отмечают обозреватели, «В какой-то степени эту задачу выполнял канал 2x2, но у него несколько специфическая аудитория. Поклонникам взрослого аниме, а не детских „Покемонов“, негде было смотреть такой контент, кроме как бесплатно в Интернете».
Владелец телеканала акционерное общество «Цифровое телевидение», принадлежащее «ВГТРК» и «Ростелеком».
Помимо круглосуточной трансляции иностранного контента, «FAN» известен проведением различных исследований и является авторитетным источником в своей сфере деятельности.

## Критика
Ряд российских деятелей культуры скептически отозвался об идее специального канала об аниме:
- Юрий Норштейн заявил: «Я не хочу сказать, что аниме — это падаль, но, если в искусстве нет глубочайшего содержания и опоры, в какой-то момент человек останется наедине с собой и больше не выдержит этого безмолвия… Горько, что вот на такие каналы деньги находятся, а на все остальное нет»[8].
- Андрей Хржановский отметил: «Вместо того чтобы показывать драгоценные работы тех же Хитрука, Назарова и Норштейна, они придумывают какой-то канал, на котором хотят показывать эту гадость! Я считаю, что это преступно»[8].

- Константин Бронзит, напротив, сказал: «Я это приветствую, все эти подвижки в сторону не запрета как раз, а расширения программ и радости для аудитории» — при условии, что будет создан отдельный канал для российской мультипликации[9].